# Goudse Poort

Locatie van de Goudse Poort binnen de gemeente Gouda en de wijk Bloemendaal

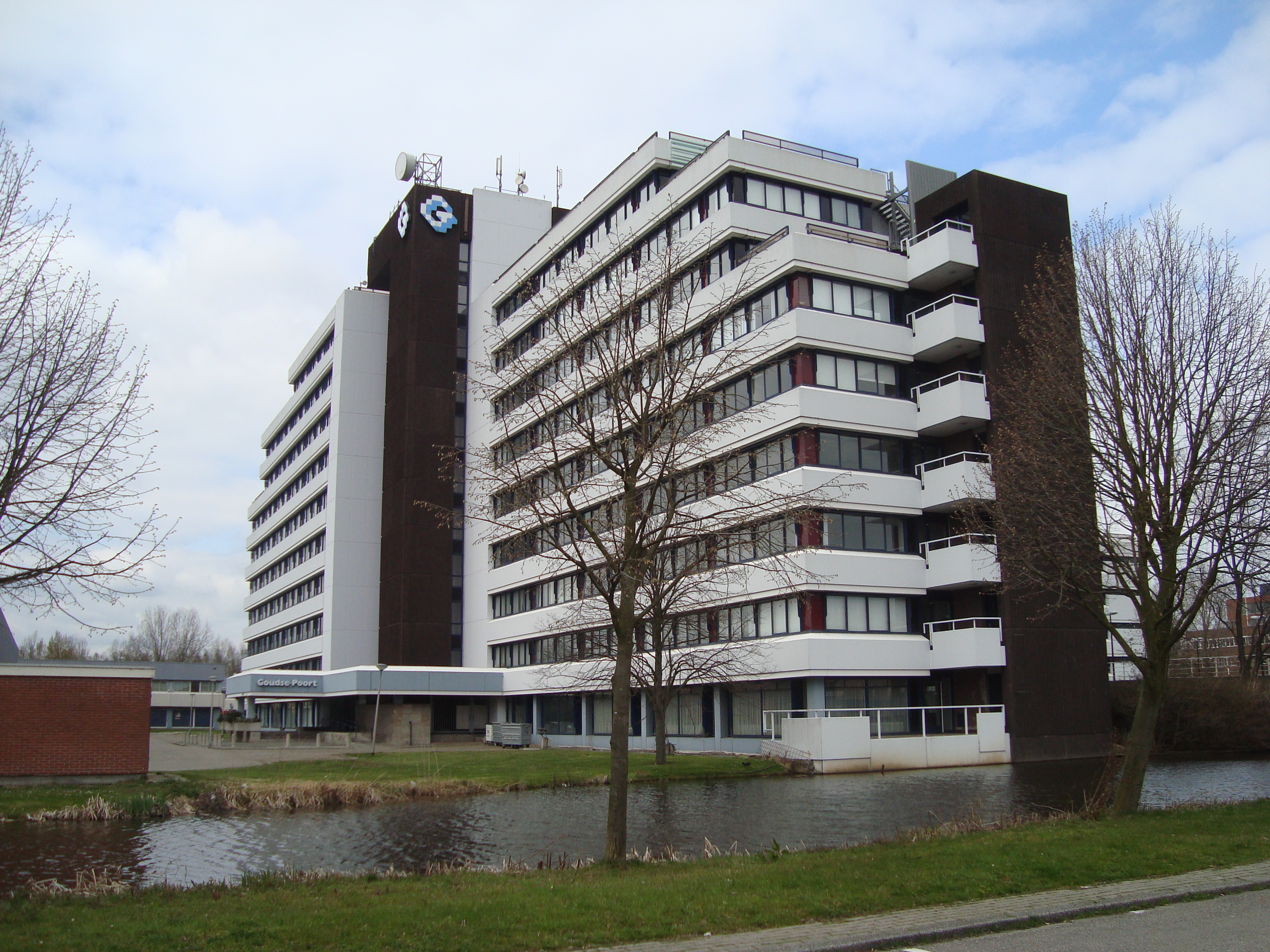
Het gebouw Doesburgweg 7 is een van de blikvangers van de Goudse Poort

De Goudse Poort is een bedrijventerrein en kantoorlocatie in het noordwesten van de Nederlandse  stad Gouda. Het terrein is gelegen aan de A12 nabij knooppunt Gouwe. Er is een grote verscheidenheid aan bedrijven gevestigd: onder andere Multi Vastgoed, Centric, Bacardi, Sanofi-Aventis, Rabobank, Woningborg Grant Thornton en ETTU hebben een kantoor in het gebied. Daarnaast zijn er verschillende grootschalige detailhandelsvestigingen op het gebied van woninginrichting, outdoor- en kampeeruitrusting en auto's.

## Geschiedenis
Bedrijventerrein De Goudse Poort is ontstaan in de jaren zeventig, toen Gouda een grote groei doormaakte met de bouw van de wijken Bloemendaal en Plaswijck. De eerste plannen voor deze stadsuitbreiding stamden uit 1958, toen het gebied nog onderdeel uitmaakte van de gemeente Waddinxveen. In de beginperiode van het bedrijventerrein stond het kwalitatief op gelijke hoogte als de beste bedrijventerreinen elders in Nederland. Het bedrijventerrein is deze status langzaam maar zeker kwijtgeraakt.
In 2011 waren er 10.753 mensen werkzaam in de wijk Bloemendaal, waar het bedrijventerrein deel van uitmaakt. Dit is een lichte daling ten opzichte van 2000, toen er  11.408 mensen werkzaam waren. Cijfers met betrekking op alleen het bedrijventerrein zijn niet beschikbaar, maar er zijn geen andere grote werkgelegenheidsconcentraties in deze wijk.

## Herstructurering
De Goudse Poort heeft, zoals veel bedrijventerreinen op soortgelijke snelweglocaties, te maken met hoge leegstandspercentages en een verloederde uitstraling. De gemeente Gouda en diverse vastgoedeigenaren in het gebied zetten daarom in op herstructurering van het bedrijventerrein. Eerdere plannen, met kantoortorens tot 120 meter, bleken in 2008 door de kredietcrisis te ambitieus. Wel wordt de openbare ruimte heringericht, en wordt 30.000 vierkante meter grootschalige detailhandel toegevoegd.

## Bereikbaarheid
Het bedrijventerrein ligt dichtbij knooppunt Gouwe, waar de A12 en A20 bij elkaar komen. De ligging aan deze autosnelwegen wordt door de gemeente gezien als een sterk punt van het bedrijventerrein.
Per openbaar vervoer wordt het bedrijventerrein ontsloten door lijn 175 van Qbuzz. In de plannen voor de RijnGouwelijn, een lightrailverbinding met Alphen aan den Rijn en Leiden, was oorspronkelijk ook een halte Goudse Poort voorzien. Doordat de uitvoering van de RijnGouwelijn door de provincie Zuid-Holland is geschrapt, zal deze halte voorlopig ook niet gerealiseerd worden. Het meest nabije station is station Gouda.